# 오늘부터 대학생
《오늘부터 대학생》은 2016년 4월 16일부터 2016년 6월 18일까지 방송한 대한민국의 전 텔레비전 프로그램이다.

## 개요
《오늘부터 대학생》은 찬란한 캠퍼스의 낭만을 느껴보지 못했던 탁재훈, 장동민, 박나래, 장도연 4명의 스타가 늦깍이 대학생으로 '단국대학교' 16학번 신입생으로 전격 입학한 그들의 모습을 그려내는 프로그램이다.

## 출연자
| 이름   | 학과       | 나이                   |
| ------ | ---------- | ---------------------- |
| 탁재훈 | 도예과     | 1968년 7월 24일(56세)  |
| 장동민 | 도예과     | 1979년 7월 20일(45세)  |
| 박나래 | 체육교육과 | 1985년 10월 25일(39세) |
| 장도연 | 체육교육과 | 1985년 3월 10일(40세)  |

## 시청률
| 회차 | 회차            | 시청률 |
| ---- | --------------- | ------ |
| 1화  | 2016년 4월 16일 | -      |
| 2화  | 2016년 4월 23일 | 1.076% |
| 3화  | 2016년 4월 30일 | 1.565% |
| 4화  | 2016년 5월 7일  | -      |
| 5화  | 2016년 5월 14일 | -      |
| 6화  | 2016년 5월 21일 | 0.776% |
| 7화  | 2016년 5월 28일 | 0.772% |
| 8화  | 2016년 6월 4일  | -      |
| 9화  | 2016년 6월 11일 | 1.029% |
| 10화 | 2016년 6월 18일 | 1.891% |